# Tanja Gellenthien
Tanja Kristine Amdi Gellenthien (née Jensen le 21 juillet 1995) est une archère danoise.

## Biographie
Jensen remporte en 2015 sa première étape de la coupe du monde à Antalya en remportant l'épreuve par équipe mixte en compagnie de Stephan Hansen en battant le duo sud-africain formé de Gabriel Badenhorst et Jeanine Van Kradenburg. En 2016, elle remporte son premier championnat du monde en remportant l'or à l'épreuve par équipe femme aux championnats du monde en salle 2016. Elle remporte son premier podium européen en 2017 alors qu'elle remporte l'or à l'épreuve par équipe femme.
Elle est l'épouse de l'archer américain Braden Gellenthien.

## Palmarès
- Championnats du monde[3]
  -  Médaille d'argent à l'épreuve par équipe mixte aux championnats du monde junior 2015 de Yankton.
  -  Médaille d'or à l'épreuve individuelle femme aux championnats du monde junior 2015 de Yankton.

- Championnats du monde en salle[3]
  -  Médaille d'or à l'épreuve par équipe femme aux championnats du monde en salle 2016 d'Ankara (avec Erika Anear et Sarah Holst Sonnichsen).

- Coupe du monde[3]
  -  Médaille d'or à l'épreuve par équipe mixte à la coupe du monde 2015 d'Antalya.
  -  Médaille d'or à l'épreuve par équipe femme à la coupe du monde 2016 de Shanghai.
  -  Coupe du monde à l'épreuve par équipe mixte à la coupe du monde 2016 d'Odense.
  -  Médaille d'argent à l'épreuve par équipe femme à la coupe du monde 2017 de Shanghai.
  -  Médaille d'argent à l'épreuve individuelle femme à la coupe du monde 2017 d'Antalya.
  -  Médaille d'or à l'épreuve par équipe femme à la coupe du monde 2017 d'Antalya.
  -  Médaille de bronze à l'épreuve par équipe mixte à la coupe du monde 2017 de Berlin.
  -  Médaille de bronze à l'épreuve par équipe femme à la coupe du monde 2017 de Berlin.
  -  2e à la Coupe du monde à l'épreuve individuelle femme à la coupe du monde 2017 de Rome.
  -  Médaille d'or à l'épreuve par équipe mixte à la coupe du monde 2018 de Shanghai.

- Coupe du monde en salle[3]
  -  Médaille d'or à l'épreuve individuelle femme à la coupe du monde en salle 2016 de Nîmes.
  -  Médaille d'or à l'épreuve individuelle femme à la coupe du monde en salle 2016 de Las Vegas.
  -  Coupe du monde à l'épreuve individuelle femme à la coupe du monde en salle 2016 de Las Vegas.
  -  Médaille de bronze à l'épreuve individuelle femme à la coupe du monde en salle 2017 de Bangkok.
  -  Médaille de bronze à l'épreuve individuelle femme à la coupe du monde en salle 2017 de Marrakech.
  -  Médaille d'argent à l'épreuve individuelle femme à la coupe du monde en salle 2017 de Las Vegas.

- Championnats d'Europe[3]
  -  Médaille de bronze à l'épreuve individuelle femme aux championnats d'Europe 2018 de Legnica.
  -  Médaille d'or à l'épreuve individuelle femme aux championnats d'Europe 2021 d'Antalya.

- Championnats d'Europe en salle[3]
  -  Médaille d'or à l'épreuve par équipe femmes junior aux championnats d'Europe en salle de 2013 de Rzeszów[4].
  -  Médaille d'or à l'épreuve par équipe femme aux championnats d'Europe en salle de 2017 de Vittel.

- Jeux européens
  -  Médaille d'argent à l'épreuve de tir à l'arc à poulies par équipe mixte aux Jeux européens de 2023 à Cracovie.